# Енгазино
Енгазино — деревня в Енкаевском сельском поселении Кадомском районе Рязанской области.

## История
Впервые селение упоминается в документах в 1648 году. В 2018 году деревня отметила 370-летие.

## География
Деревня находится на реке Лиса. В деревне всего 1 улица — Набережная.

## Население
| 1984 | 2010 |
| ---- | ---- |
| 120  | ↘35  |

Население деревни по состоянию на 2010 год — 35 человек, 2013 год — 25 человек, 2018 год — 16 человек.

## Транспорт
Енгазино вдоль трассы 61к-035 Кадом — Ермишь. Есть остановка общественного транспорта Енгазино.